# رئوس مطالب مهندسی برق
این یک فهرست از مباحث مهندسی برق و مهندسی الکترونیک و اصطلاحات مرتبط است.

## الکترومغناطیس
- الکتریسیته
- مغناطیس
- طیف الکترومغناطیسی
  - طیف مرئی
- الکترواستاتیک
  - بار الکتریکی
  - قانون کولن
  - میدان الکتریکی
  - قانون گاوس
  - پتانسیل الکتریکی
- مغناطیس ساکن
  - جریان الکتریکی
  - قانون آمپر
  - میدان مغناطیسی
  - گشتاور مغناطیسی
- الکترومغناطیس کلاسیک
  - نیروی لورنتس
  - نیروی محرک الکتریکی
  - القای الکترومغناطیسی
  - قانون القای الکترومغناطیسی فارادی
  - جریان جابجایی
  - معادلات ماکسول
  - میدان الکترومغناطیسی
  - تابش الکترومغناطیسی
- مدار الکتریکی
  - مقاومت و رسانایی الکتریکی
  - گنجایش الکتریکی
  - القاوری
  - امپدانس الکتریکی
  - کاوک تشدید
  - هادی‌موج

## قوانین فیزیکی
- قانون آمپر
- قانون کولن
- قانون القای الکترومغناطیسی فارادی/قانون لنز-فارادی
- قانون گاوس
- قانون‌های مداری کیرشهف
  - قانون‌های مداری کیرشهف
  - قانون‌های مداری کیرشهف
- معادلات ماکسول
  - قانون گاوس
  - قانون القای الکترومغناطیسی فارادی
  - قانون آمپر
- قانون اهم

## مهندسی کنترل
- نظریه کنترل
  - کنترل تطبیقی
  - نظریه کنترل
  - کنترل دیجیتال
  - کنترل غیر خطی
  - کنترل بهینه
  - کنترل هوشمند
  - شبکه عصبی
  - کنترل فازی
  - کنترل پیش‌بینانه مدل
- خواص سیستم:
  - پایداری نمایی
  - پایداری مرزی
  - پایداری بیبو
  - پایداری لیاپانوف (که همان پایداری ناسنکرون است)
  - پایداری آی‌اس‌اس
  - کنترل‌پذیری
  - رویت‌پذیری
  - فیدبک منفی
  - بازخورد مثبت
- مدل‌سازی سیستم:
  - شناسایی سیستم
  - رؤیت‌کننده حالت
  - مدل‌سازی اصول اولیه
  - کمترین مربعات
  - شبکه عصبی مصنوعی
- کنترل‌کننده‌ها:
  - نظریه کنترل
  - کنترل‌کننده پی‌آی‌دی
  - پی‌ال‌سی
  - سامانه توکار
- کاربردهای کنترل:
  - سیستم‌های کنترل صنعتی
  - کنترل فرایند
  - سیستم کنترل توزیع‌شده
  - مهندسی مکاترونیک
  - کنترل حرکت
  - سامانه‌های کنترل سرپرستی و گردآوری اطلاعات

## الکترونیک
- مدار الکتریکی/مدار
  - قوانین مداری
    - قانون‌های مداری کیرشهف
      - قانون‌های مداری کیرشهف
      - قانون‌های مداری کیرشهف

    - تبدیل ستاره مثلث
    - قانون اهم

  - عنصر الکتریکی/مجزاها
    - عناصر غیرفعال:
      - خازن
      - القاگر
      - مقاومت
      - حسگر اثر هال

    - عناصر فعال:
      - ریزکنترل‌گر
      - تقویت‌کننده عملیاتی

    - نیمه‌رساناها:
      - دیود
        - دیود زنر
        - ال‌ئی‌دی
        - پین دیود
        - دیود شاتکی
        - دیود بهمنی
        - دیود لیزری
        - دایاک

      - تریستور
      - ترانزیستور
        - ترانزیستور دوقطبی پیوندی (بی‌جِی‌تی)
        - ترانزیستور اثر میدان (اف‌ئی‌تی)
        - ترانزیستور دارلینگتون
        - آی‌جی‌بی‌تی

      - ترایاک
      - ماسفت
- اندازه‌گیری الکتریکی

## مهندسی قدرت
- تولید انرژی الکتریکی
  - مولد الکتریکی
  - انرژی تجدیدپذیر
  - انرژی آبی
- انتقال انرژی الکتریکی
  - دکل برق
  - ترانسفورماتور
  - خط انتقال
- توزیع انرژی الکتریکی
- فرایندها:
  - جریان متناوب
  - جریان مستقیم
  - برق تک‌فاز
  - دوفاز
  - برق سه‌فاز
  - کنترل وارد لئونارد

## وسایل نقلیهٔ الکتریکی
- موتور الکتریکی
- خودرو برقی دوگانه‌سوز
- خودرو اتصال برقی دوگانه‌سوز
- باتری قابل شارژ
- خودرو به شبکه

## پردازش سیگنال
- پردازش سیگنال پیوسته
- پردازش سیگنال دیجیتال
  - کوانتیزه شدن
  - نمونه‌برداری (پردازش سیگنال)
    - مبدل سیگنال‌های آنالوگ به دیجیتال، مبدل دیجیتال به آنالوگ
    - سیگنال پیوسته، سیگنال گسسته
    - نمونه‌برداری کاهشی
    - فرکانس نایکوئیست
    - نظریه نمونه‌برداری نایکوئیست-شانون
    - نمونه‌برداری افزایشی
    - نمونه‌بردار و نگهدار
    - فرکانس نمونه‌برداری
    - کم‌نمونه‌برداری
    - بیش‌نمونه‌برداری

  - پردازش سیگنال صوتی
    - کاهش نویز صوتی
    - پردازش گفتار
    - برابرسازی

  - پردازش تصویر دیجیتال
    - هندسه اقلیدسی
    - اصلاح رنگ
    - بینایی رایانه‌ای
    - کاهش نویز تصویر
    - آشکارسازی لبه
    - ویرایش تصویر
    - قطعه‌بندی (پردازش تصویر)

  - فشرده‌سازی داده‌های صوتی
    - فشرده‌سازی بی‌اتلاف داده‌ها
    - فشرده‌سازی با اتلاف
- پالایش سیگنال
  - پالاینده آنالوگ
  - پالاینده صوتی
  - فیلتر دیجیتال
    - پاسخ ضربه محدود
    - پاسخ‌ضربه نامتاناهی

  - فیلتر الکترونیکی
  - پالایندهٔ برابرسازی
    - فیلتر میان‌گذر
    - فیلتر میان‌ناگذر
    - فیلتر باترورث
    - فیلتر چبیشف
    - فیلتر بالاگذر
    - فیلتر کالمن
    - فیلتر پایین‌گذر
    - فیلتر ناتچ
    - فیلتر سالن کی
    - فیلتر وینر
- تبدیل‌ها
  - تبدیل زد پیشرفته
  - تبدیل دوسویه
  - تبدیل فوریه
  - تبدیل کسینوسی گسسته
  - تبدیل فوریه گسسته، تبدیل سریع فوریه (اف‌اف‌تی)
  - تبدیل سینوسی گسسته
  - تبدیل فوریه
  - تبدیل هیلبرت
  - تبدیل لاپلاس، تبدیل لاپلاس دوسویه
  - تبدیل زد

## ابزارها
- عملگر مکانیکی
- موتور الکتریکی
- اسیلوسکوپ

## مخابرات
- تلفن
- تلفن همراه
  - دسترسی چندگانه تقسیم کدی
  - Cdma2000
  - جی‌اس‌ام
- شبکه بی‌سیم
- مدولاسیون
  - موج حامل
- کانال مخابراتی
- نظریه اطلاعات
  - خطایابی و اصلاح
- تلویزیون دیجیتال
- پخش رادیویی دیجیتال
- ماهواره
- رادیوی ماهواره‌ای